# Biblioteca da Universidade de Cambridge
A Biblioteca da Universidade de Cambridge (no inglês: Cambridge University Library) é a principal biblioteca de pesquisa da Universidade de Cambridge, sendo a maior das mais de cem bibliotecas dentro da Universidade — também é de suma importância para os alunos e pesquisadores externos. É uma das seis bibliotecas de depósito legal sob a lei britânica, possuindo um acervo de nove milhões de itens e recebendo cerca de cem mil a cada ano.
Originalmente, era localizada nas Old Schools (dentro da Universidade de Cambridge), próxima ao Senate House. Que devido a lotação no local foi construído na década de 1930 um novo prédio, o atual edifício foi projetado por Giles Gilbert Scott e inaugurado em 1934.